# Perletto
Perletto là một đô thị tại tỉnh Cuneo trong vùng Piedmont của Italia, vị trí cách khoảng 70 km về phía đông nam của Torino và khoảng 60 km về phía đông bắc của Cuneo.
Tại thời điểm ngày 31 tháng 12 năm 2004, đô thị này có dân số 321 người và diện tích 10,5 km². Perletto giáp các đô thị: Castino, Cortemilia, Olmo Gentile, San Giorgio Scarampi, Serole và Vesime.